# Garamond

Garamond

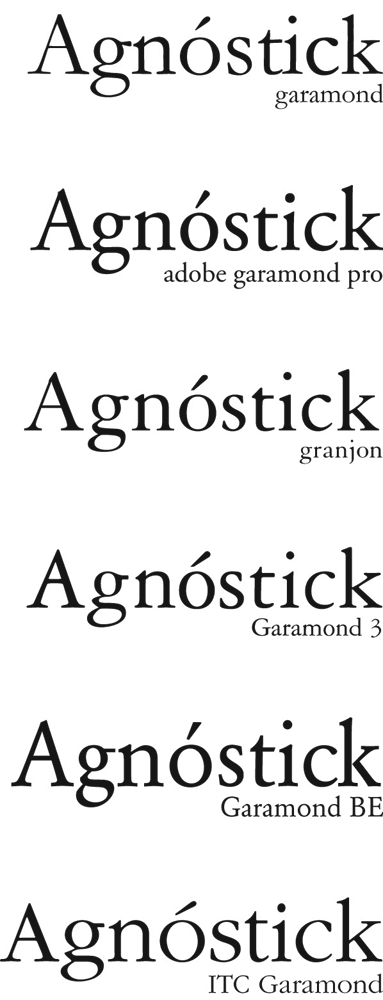
Diversas versões da Garamond

A palavra Garamond refere-se aos tipos originais baseados na escrita de Claude Garamond para sua tipografia em, aproximadamente, 1530.
Atualmente, várias famílias tipográficas são derivadas (ainda que distantes) dos tipos originais de chumbo de Garamond e estão disponíveis para computadores digitais. Apesar de tais famílias tipográficas serem inspiradas na escrita de Garamond, elas diferem em vários aspectos, como, por exemplo, Altura-x (tipografia) e counters. Reinterpretações famosas de tipos ao estilo de Garamond incluem Adobe Garamond Pro, Adobe Garamond Premier Pro, Stempel Garamond, Simoncini Garamond, ITC Garamond e URW Garamond No. 8.
Muitas das versões disponíveis para a tipografia das famílias tipográficas inspiradas na escrita de Garamond foram feitas de forma bastante livre, no sentido de incluírem modificações que não estão nos tipos originais. Por conta de sua boa legibilidade, fontes ao estilo de Garamond são populares e muito usadas na composição de texto corrido.
A Garamond divide com a Times New Roman o posto de fonte serifada mais popular do mundo (sendo o tipo serifado mais utilizado na França, seu país de origem).

## Exemplo de Garamond
O parágrafo seguinte está escrito em Garamond, caso esteja instalada no seu computador, senão é utilizada o tipo de letra monospace.

Design é um termo da língua inglesa que se refere a um determinado esforço criativo, seja bidimensional ou tridimensional, segundo o qual se projetam objetos ou meios de comunicação diversos para o uso humano. A tradução em português é portanto "projeto" e não "desenho", da qual é um falso cognato. Por este fato, ela é às vezes erroneamente traduzida como "desenho", mas não se refere diretamente ao ato de desenhar. Devido à influência da literatura inglesa e à baixa qualidade de algumas traduções, é comum encontrar nos países de língua portuguesa a palavra original, de forma que o profissional que trabalha na área de design (i.e. o projetista) é comumente chamado de designer.

ABCDEFGHIJKLMNOPQRSTUVWXYZ

abcdefghijklmnopqrstuvwxyz

1234567890

Exemplos de caracteres

IPA: /ɪgˈzɑːmpəl əv aɪpiːˈeɪ tɹɑːnˈskɹɪpʃən/.

Caracteres árabes: العربية.

Caracteres hebraicos: עברית.

Caracteres cirílicos: Кирилица.

Caracteres gregos: Ελληνικά.